# VDL Bus Chassis

Logo

VDL Bus Chassis is een Nederlandse fabrikant van chassis en chassismodules in Eindhoven. Het bedrijf maakt deel uit van VDL Bus & Coach. Het bedrijf ontwikkelt en assembleert chassis voor autobussen in het openbaar vervoer en voor touringcars. 

## Geschiedenis
Oorspronkelijk was de autobusbouw een onderdeel van vrachtwagenbouwer DAF. 
In 1990 werd het bedrijf verzelfstandigd en ging als DAF Bus International samenwerken met de industriële groep United Bus, waar onder andere Den Oudsten en BOVA deel van uitmaakten. Dit samenwerkingsverband werd echter geen succes. Het bedrijf werd na het faillissement in 1993 overgenomen door de VDL Groep. In september 2003 werd de naam veranderd in VDL Bus International. Per 5 september 2008 is de huidige naam ingevoerd.
Het bedrijf heeft vele onderstellen ontwikkeld voor Nederlandse stads- en streekbussen. De bekendste is het DAF MB200 chassis die werd gebruikt voor een groot deel van de standaard streekbussen van Den Oudsten. De huidige generatie lagevloerbussen worden veelal gebouwd op het DAF/VDL SB200 chassis, waaronder de Wright Commander en Berkhof Ambassador.

## Producten

### Historie
- B62
- B1100
- B1300
- B1500
- B1502
- B1600
- DB250
- MB200
- MB205
- MB210
- MB230
- MBG200
- MBG205
- SB120
- SB200
- SB201
- SB210
- SB220
- SB225
- SB250

- SB1600
- SB1602
- SB1605
- SB2000
- SB2005
- SB2100
- SB2300
- SB2305
- SB2700
- SB2705
- SB2750
- SB3000
- SBG220
- SBR3000/SBR3015
- TB100
- TB102
- TB160
- TB163
- TB300
- TB2100
- TB2105

### Recent
- SB180 (vervanger van de SB120)
- SB200 (laagvloers)
- SB230
- SBR230
- SB4000
- SBR4000
- TB2175
- TBR2175
- DB300 (chassis-modules van de Wright Gemini 2)